# Entrevaux
Entrevaux település Franciaországban, Alpes-de-Haute-Provence megyében. Lakosainak száma 791 fő (2022. január 1.). Entrevaux Castellet-lès-Sausses, Val-de-Chalvagne, La Rochette, Saint-Benoît, Sausses, Ubraye, La Croix-sur-Roudoule és Puget-Théniers községekkel határos.

## Népesség
A település népességének változása:
| Lakosok száma | 677  | 698  | 785  | 878  | 907  | 877  | 852  | 816  | 810  | 791  |
|               | 1968 | 1982 | 1990 | 2006 | 2013 | 2015 | 2017 | 2019 | 2020 | 2022 |